# Altendorf (Meckenheim)
Altendorf ist ein Ortsteil der Stadt Meckenheim im Rhein-Sieg-Kreis, in der Voreifel im Süden von Nordrhein-Westfalen, am Rande des Ahrgebirges etwa 20 km südwestlich von Bonn unmittelbar an der Landesgrenze zu Rheinland-Pfalz.

## Lage
Altendorf grenzt an Ersdorf, mit dem viele Gemeinsamkeiten bestehen, so dass im Volksmund Altendorf und Ersdorf auch als „Al-Ersch“ bezeichnet werden.
Die Feldflur liegt im weiten Tal der Swist und ist durch den vorherrschenden Obstbau geprägt, die westliche Anhöhe in Richtung auf das Ahrgebirge ist bewaldet.
Nachbarorte sind Meckenheim (3 km, NNO), Gelsdorf (Gemeinde Grafschaft, 2 km, SO), Hilberath (Stadt Rheinbach, 6 km, SSW) und Wormersdorf (Stadt Rheinbach, 3 km, NW). Altendorf liegt an der Landesstraße 471, zu der parallel etwa 300 m am Ort vorbei die BAB 61 Köln – Ludwigshafen verläuft. Die nächsten Auffahrten sind im Norden Rheinbach, im Süden Grafschaft an der BAB 565 Bonn – Altenahr unmittelbar am Autobahnkreuz Meckenheim. Von Ersdorf nach Meckenheim führt die L 261.
Busverbindungen bestehen nach Meckenheim, nach Rheinbach und nach Bad Neuenahr-Ahrweiler. Der nächste Bahnhof ist Meckenheim (Bz Köln) an der Strecke Bonn – Euskirchen – Bad Münstereifel (Voreifelbahn).

## Geschichte von Altendorf und Ersdorf

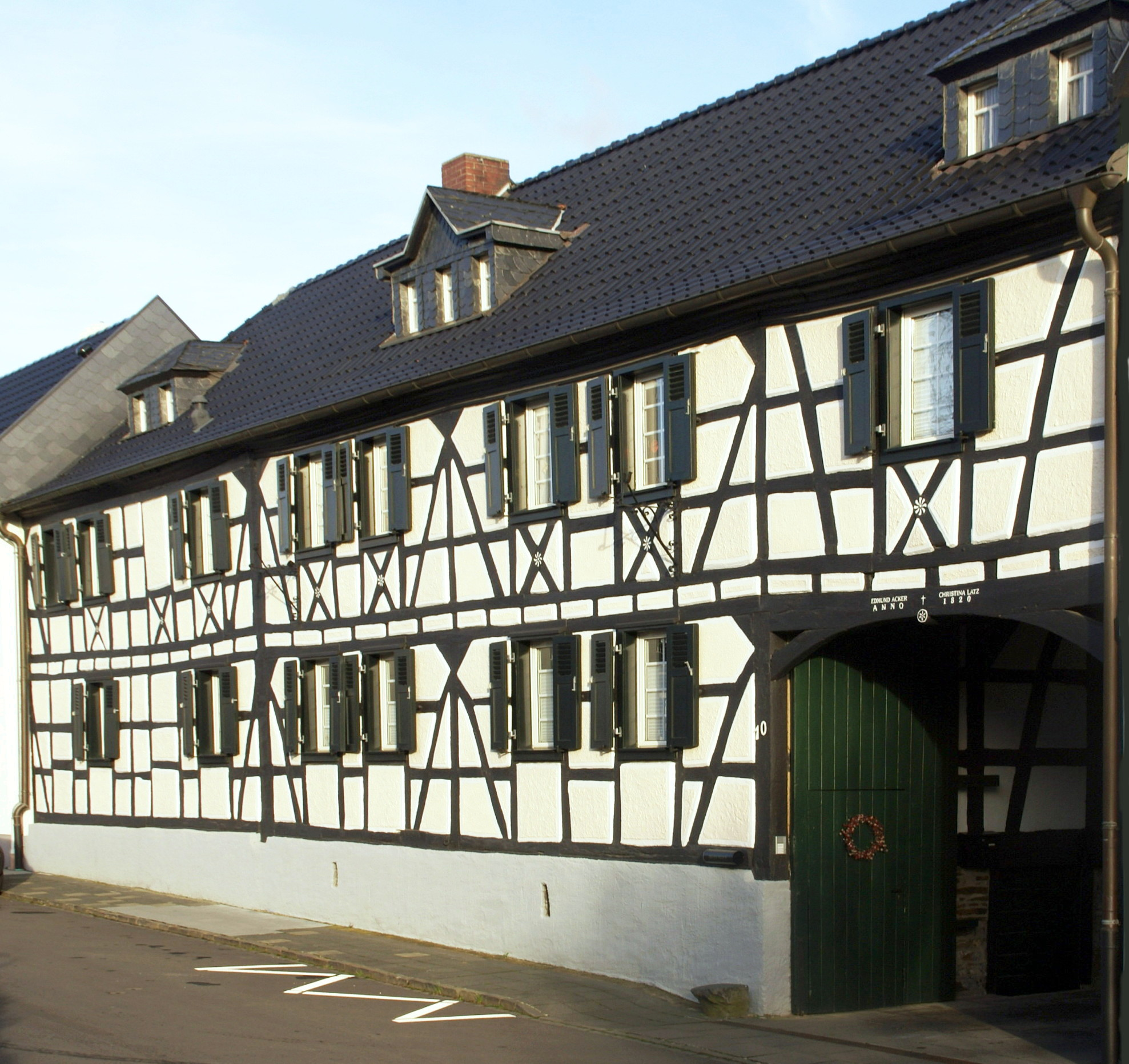
Haus Ahrstraße 10, erbaut 1820

Altendorf und Ersdorf entstanden etwa im 9. Jahrhundert. Ursprünglich Reichsgut, waren die Dörfer im 9. und frühen 10. Jahrhundert in den Besitz der Tomberger Pfalzgrafen gelangt, von denen sie über die Grafen von Neuenahr 1545 an den Herzog von Jülich kamen. Die Aachen-Frankfurter Heerstraße führte etwa in der Lage der heutigen Autobahn an Altendorf vorbei. Bis 1838 bildeten Altendorf und Ersdorf einen Dingstuhl im herzoglichen Amt Neuenahr und von Anfang an auch eine gemeinsame Pfarrgemeinde. Wahrscheinlich bereits seit dem 11. Jahrhundert stand in Ersdorf eine Pfarrkirche, die dem Apostel Jakobus dem Älteren geweiht war.
Altendorf gehörte im 19. Jahrhundert zur Mairie d’Adendorf und später zum Amt Meckenheim.
Früher herrschte zwischen den unmittelbar benachbarten Dörfern Rivalität. Beide besaßen ihre eigenen Einrichtungen (Feuerwehr, Schule, Karnevalsverein, Bürgermeister). Die Kirche und der gemeinsame Friedhof lagen immer in Ersdorf. Der Friedhof wurde aus Platzmangel 1834 auf das freie Feld zwischen den Dörfern verlegt, und es war wohl so, dass die Altendorfer ihre Toten auf dem Gräberfeld südlich des Hauptweges beigesetzt haben und die Ersdorfer ihre auf dem nördlichen.
Diese Gegensätze sind heute überwunden, und Neubürger kennen sie gar nicht mehr. Die Altendorfer und die Ersdorfer haben gemeinsame Einrichtungen und Institutionen, und in allen Bereichen des bürgerschaftlichen Engagements arbeitet man selbstverständlich Hand in Hand zusammen. Ein wichtiges Faktum war dabei die Zusammenlegung der beiden Schulen, zunächst 1955 zu einem Schulverband und seit 1960 in einem neu erbauten Schulgebäude neben dem Friedhof. Im Dezember 2000 konstituierte sich ein gemeinsamer Ortsausschuss der Vereine, um das Dorfgeschehen zu koordinieren und zu beleben.

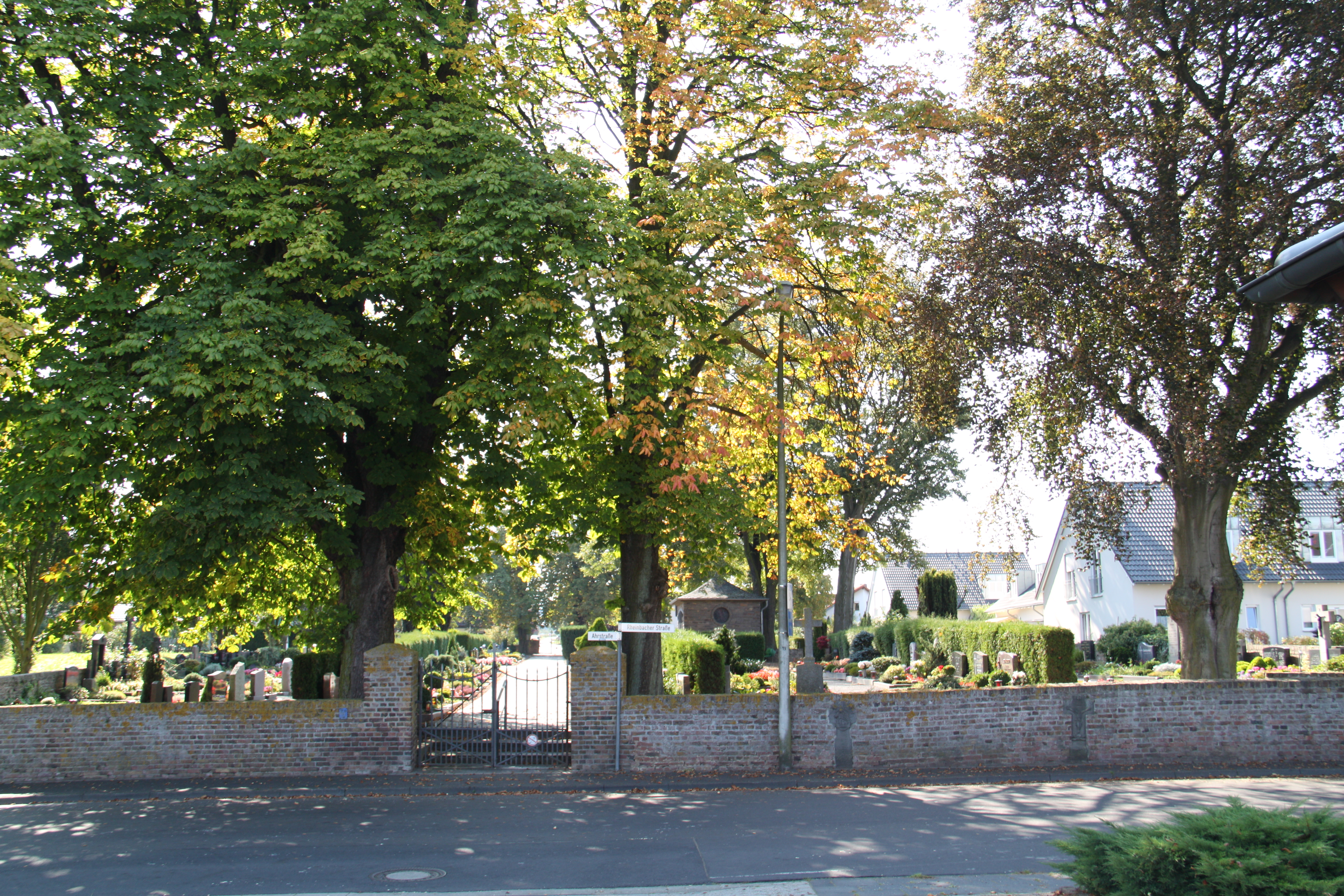
Der Friedhof auf der Dorfgrenze: links Ahrstraße (Altendorf), rechts Rheinbacher Straße (Ersdorf)

Am 1. August 1969 wurden Altendorf und Ersdorf in die Stadt Meckenheim eingegliedert.
Im Zuge der Entwicklung Bonns als Bundeshauptstadt und Sitz zahlreicher Institutionen stieg seit den 1970er-Jahren die Einwohnerzahl stark an, von etwa 1.100 Einwohnern 1950 (zu fast 100 % katholisch) auf 2.146 im Jahr 2007; der Anteil der Katholiken beträgt jetzt noch rund 60 %. Die einstmals freie Feldflur zwischen Altendorf und Ersdorf ist inzwischen bebaut, so dass eine einheitliche, durchgehende Ortslage entstanden ist, mit Schule, Kindergärten, Mehrzweckhalle und Friedhof im Zentrum.

### Bevölkerungsentwicklung
|      | Altendorf | Ersdorf | Insgesamt           |
| ---- | --------- | ------- | ------------------- |
| 1676 |           |         | 400 (Kommunikanten) |
| 1732 |           |         | 460 (Kommunikanten) |
| 1767 |           |         | 587                 |
| 1812 | 470       | 441     | 911                 |
| 1861 | 614       | 482     | 1096                |
| 1890 | 475       | 418     | 893                 |
| 1910 | 490       | 358     | 848                 |
| 1925 | 497       | 388     | 885                 |
| 1939 | 452       | 353     | 805                 |
| 1946 | 592       | 496     | 1088                |

|      | Altendorf | Ersdorf | Insgesamt |
| ---- | --------- | ------- | --------- |
| 1959 | 568       | 425     | 993       |
| 1961 | 549       | 447     | 996       |
| 1975 | 656       | 672     | 1328      |
| 1980 | 729       | 729     | 1458      |
| 1997 | 1159      | 950     | 2109      |
| 2003 | 1228      | 961     | 2189      |
| 2008 | 1232      | 901     | 2133      |
| 2012 | 1254      | 907     | 2161      |
| 2016 | 1231      | 881     | 2112      |
| 2018 | 1224      | 887     | 2111      |

Am 31. Dezember 2008 hatten Ersdorf und Altendorf 1084 Einwohnerinnen (= 50,8 %; Altendorf 626, Ersdorf 458) und 1049 Einwohner (= 49,2 %; Altendorf 606, Ersdorf 443). 2080 waren Deutsche, 53 Ausländer.
Religionszugehörigkeit: katholisch 1288 (= 60,4 %; Altendorf 735, Ersdorf 553), evangelisch 349 (= 16,3 %; Altendorf 214, Ersdorf 135), andere oder keine 496 (= 23,3 %; Altendorf 283, Ersdorf 213).
Altersverteilung: 0–17 Jahre 428 (= 20,1 %; Altendorf 256, Ersdorf 172), 18–29 Jahre 271 (= 12,7 %; Altendorf 146, Ersdorf 125), 30–59 Jahre 999 (46,8 %, Altendorf 590, Ersdorf 409), 60–120 Jahre 453 (= 20,4 %, Altendorf 240, Ersdorf 195).

## Politik
Vertreter aus Altendorf im Stadtrat der Stadt Meckenheim ist Otmar Soukup (CDU). Das Amt des Ortsvorstehers ist zurzeit nicht besetzt.

## Einrichtungen und Vereine
- Öffentliches Leben

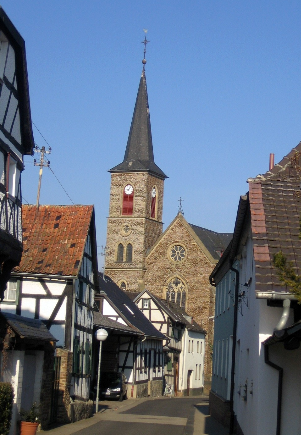
Blick durch die Schulstraße zur Pfarrkirche

  - Freiwillige Feuerwehr, Löschgruppe Altendorf-Ersdorf
  - Raiffeisenbank Rheinbach-Voreifel eG, Geschäftsstelle Altendorf/Ersdorf
  - Ortsausschuss Altendorf-Ersdorf 2000 e. V.
  - Fachgruppe Obstbau Bonn-Rhein-Sieg, Ortsgruppe Altendorf

- Kirchengemeinden
  - Altendorf gehört zur Evangelischen Kirchengemeinde Meckenheim.
  - Katholische Pfarrgemeinde St. Jakobus der Ältere Altendorf/Ersdorf in der Pfarreiengemeinschaft Meckenheim mit der Pfarrkirche in Ersdorf

- Kinder
  - Elterninitiative Flohkiste
  - KGS Meckenheim – Teilstandort Altendorf
  - Katholischer Kindergarten St. Jakobus

- Kirchliche Vereine
  - Jodokusbruderschaft
  - Katholische Frauengemeinschaft Ersdorf/Altendorf (kfd)
  - Kolpingsfamilie Ersdorf-Altendorf
  - Pfarrcäcilienchor St. Jakobus
  - Sankt-Jakobus-Pfarrverein
  - Sankt-Sebastianus-Schützenbruderschaft Ersdorf-Altendorf e. V.

- Musik
  - Harmonika-Freunde
  - Männergesangverein Eintracht 1878 Ersdorf-Altendorf e. V.
  - Pfarrcäcilienchor St. Jakobus

- Sport
  - SC (Sportclub) Altendorf-Ersdorf 1921 e. V.
  - Turnverein Altendorf-Ersdorf

- Vereine
  - Junggesellenverein Eintracht 1904 Altendorf-Ersdorf
  - Pro-Computer-Club
  - Rheinische Landfrauenvereinigung
  - Söße Möhne Altendorf-Ersdorf
  - mehrere Kegelclubs

## Wirtschaft
Die meisten landwirtschaftlichen Betriebe betreiben ausschließlich Obstbau. In den 1970er-Jahren wurden im Zuge der Entwicklung Bonns als Bundesstadt und Sitz zahlreicher Institutionen große Baugebiete in Altendorf und Ersdorf ausgewiesen. Es zogen viele Bedienstete Bonner Ministerien und anderer Dienststellen zu, so dass sich die Sozialstruktur von einem Bauerndorf zu einem ländlichen Wohnort wandelte.
Viele Einwohner sind als Beamte und Angestellte in Bundesbehörden sowie bei Großunternehmen im Großraum Bonn tätig. Im Dorf bestehen ein Hotel mit Restaurant, ein Gasthof und eine Edelobstbrennerei.

## Burg Altendorf

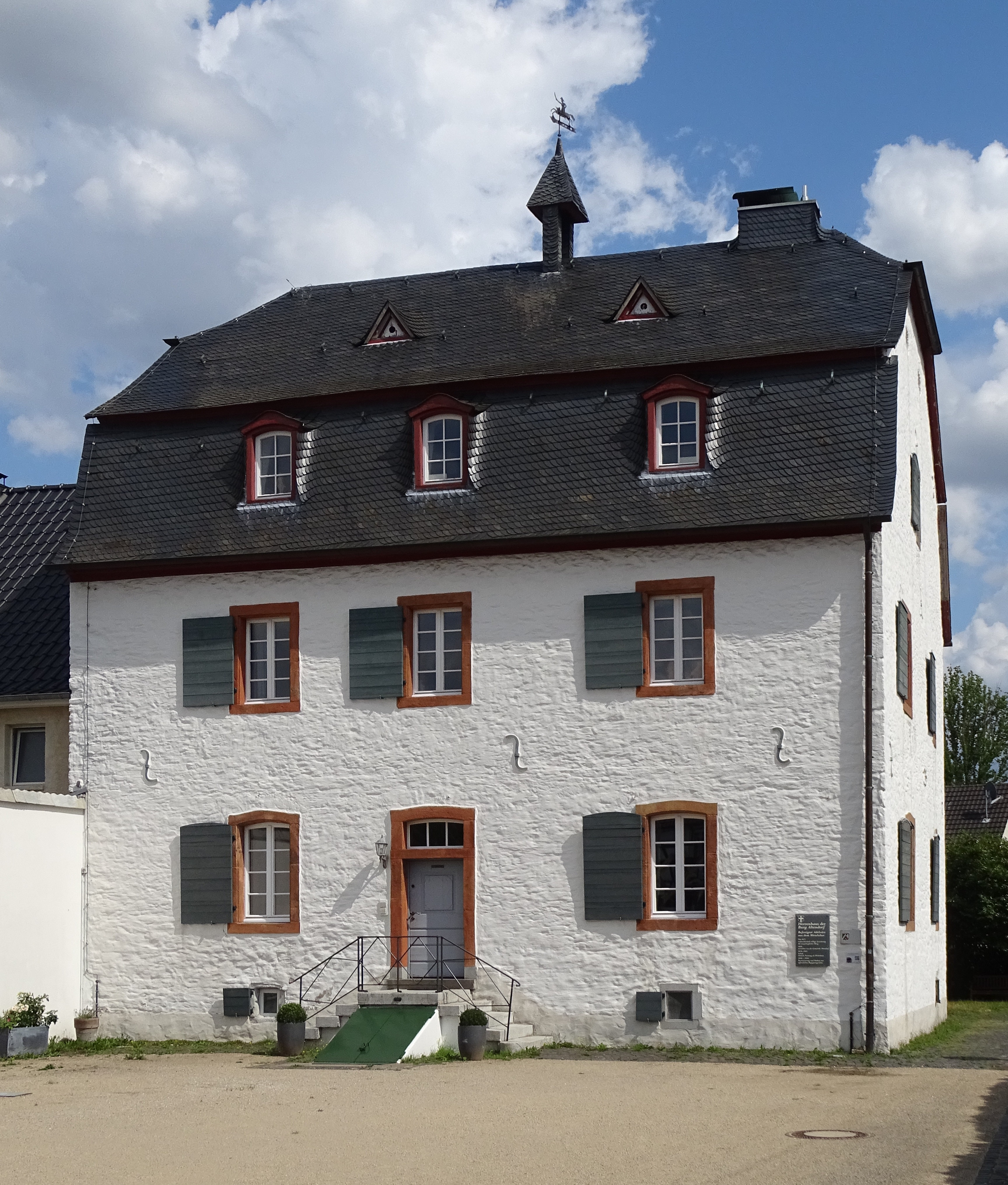
Herrenhaus Burg Altendorf

Das heute als „Herrenhaus Burg Altendorf“ bezeichnete Gebäude in der Burgstraße war ein ehemals wasserumwehrter Rittersitz. Auf ihm saß ein freiadeliges Geschlecht, das auf mittelalterliche Vorgänger zurückgeht. Ursprüngliche Besitzer waren die von Hambroich zu Wolfskeil, ein altes klevisches Adelsgeschlecht. 1550 wurde Johann Roist von Wers mit der Burg belehnt, der auch Grundherr von Niederdrees war. Diese wurde wahrscheinlich 1673 zerstört. Im 18. Jahrhundert wird die Familie „Zum Pütz“ aus Köln als Burgherr genannt.
1810 kaufte der damalige Gemeindevorsteher von Altendorf, Anton Wolf, die Burg für 2000 Taler. Das Gebäude wurde von 1838 bis 1903 als Schule genutzt und war bis 1985 als Wohnung vermietet. Seit einer Renovierung zwischen 1990 und 1994 ist das Gebäude im Besitz der Stadt Meckenheim und wird als öffentliche Begegnungsstätte sowie für Veranstaltungen genutzt.
In Altendorf bestand eine Kapelle auf dem Virneburger Hof, einem weiteren freiadeligen Gut, die aber schon 1582 verfallen war. Sie war der Ersdorfer Kirche inkorporiert.

## Historische Bildstöcke

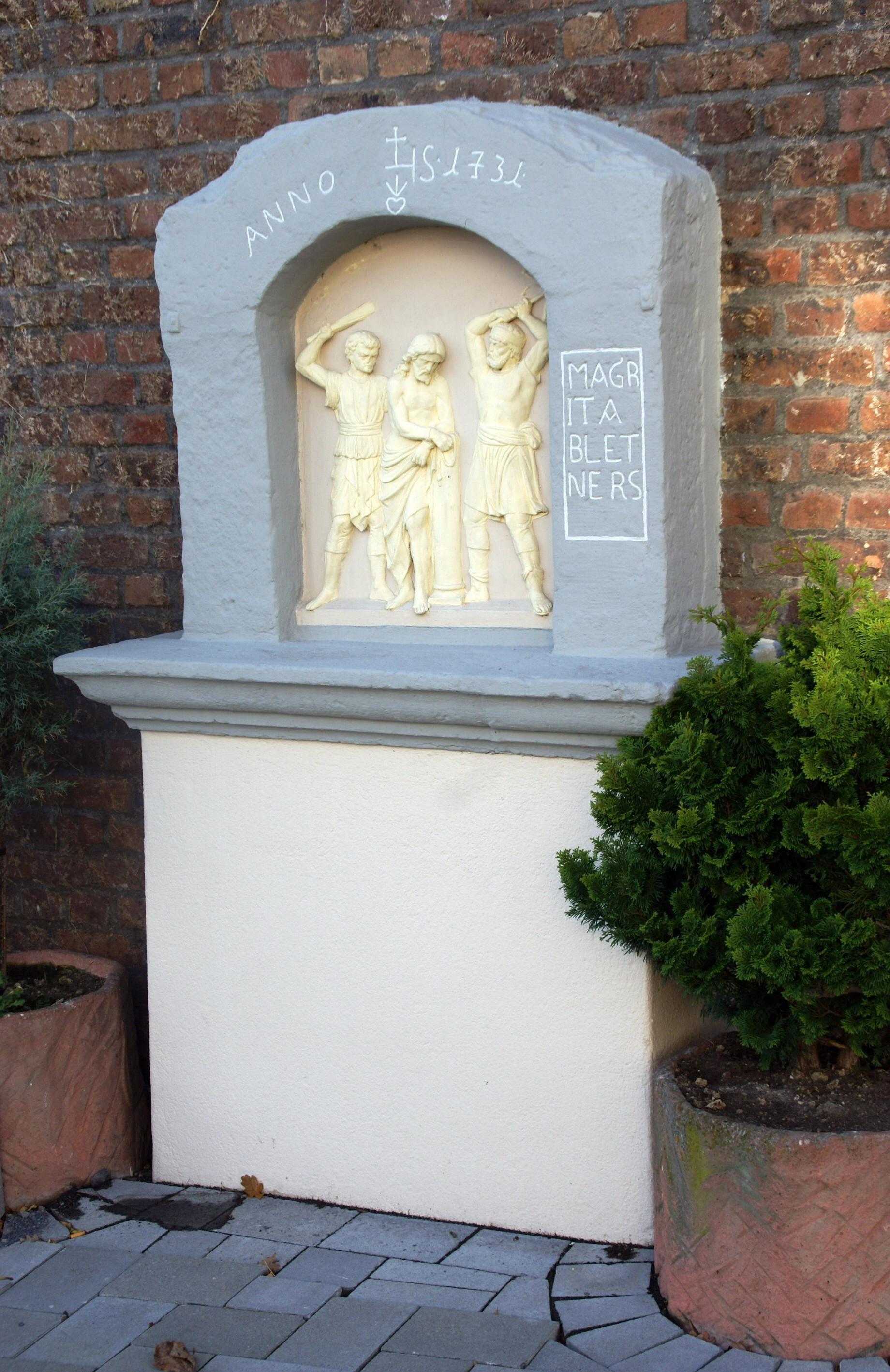
Einer der „Sieben Fußfälle“ (Ahrstraße/Burgstraße)

In den Ortslagen von Altendorf und Ersdorf stehen sieben steinerne Kreuzwegstationen oder „Sieben Fußfälle“, errichtet zwischen 1722 und 1731, 1924 und 2007 teilweise in Terrakotta bzw. Bronze erneuert. Auf dem Kirchvorplatz und dem Friedhof finden sich zwölf bzw. zehn steinerne Grabkreuze, entstanden zwischen 1665 und 1769, die von dem früheren Friedhof an der Kirche erhalten sind.
In der Feldflur gibt es ein hölzernes Wallfahrtskreuz von 1981 („Langenfelder Kreuz“ an der Straße nach Gelsdorf, an der Stelle eines älteren Kreuzes) und zwei steinerne Votivkreuze: das „Steinerne Kreuz“ von 1746 (2000 nach Vandalismus renoviert, in der Verlängerung der Unterdorfstraße) und das „Viethenkreuz“ aus dem Jahr 1814 (an der westlichen Gemarkungsgrenze von Altendorf und Ersdorf).